# Lubuk Rumbai Baru
Lubuk Rumbai Baru is een bestuurslaag in het regentschap Musi Rawas van de provincie Zuid-Sumatra, Indonesië. Lubuk Rumbai Baru telt 530 inwoners (volkstelling 2010).